# Питовиці
Питовиці (пол. Pytowice) — село в Польщі, у гміні Каменськ Радомщанського повіту Лодзинського воєводства.
Населення — 215 осіб (2011).
У 1975-1998 роках село належало до Пйотрковського воєводства.

## Демографія
Демографічна структура станом на 31 березня 2011 року:
|          | Загалом | Допрацездатний вік | Працездатний вік | Постпрацездатний вік |
| -------- | ------- | ------------------ | ---------------- | -------------------- |
| Чоловіки | 120     | 25                 | 86               | 9                    |
| Жінки    | 95      | 16                 | 58               | 21                   |
| Разом    | 215     | 41                 | 144              | 30                   |